# Ulmus alata
Ulmus alata es una especie de árbol caducifolio de tamaño pequeño a medio, endémico del sur y centro-sur de los Estados Unidos que pertenece a la familia de las ulmáceas. 

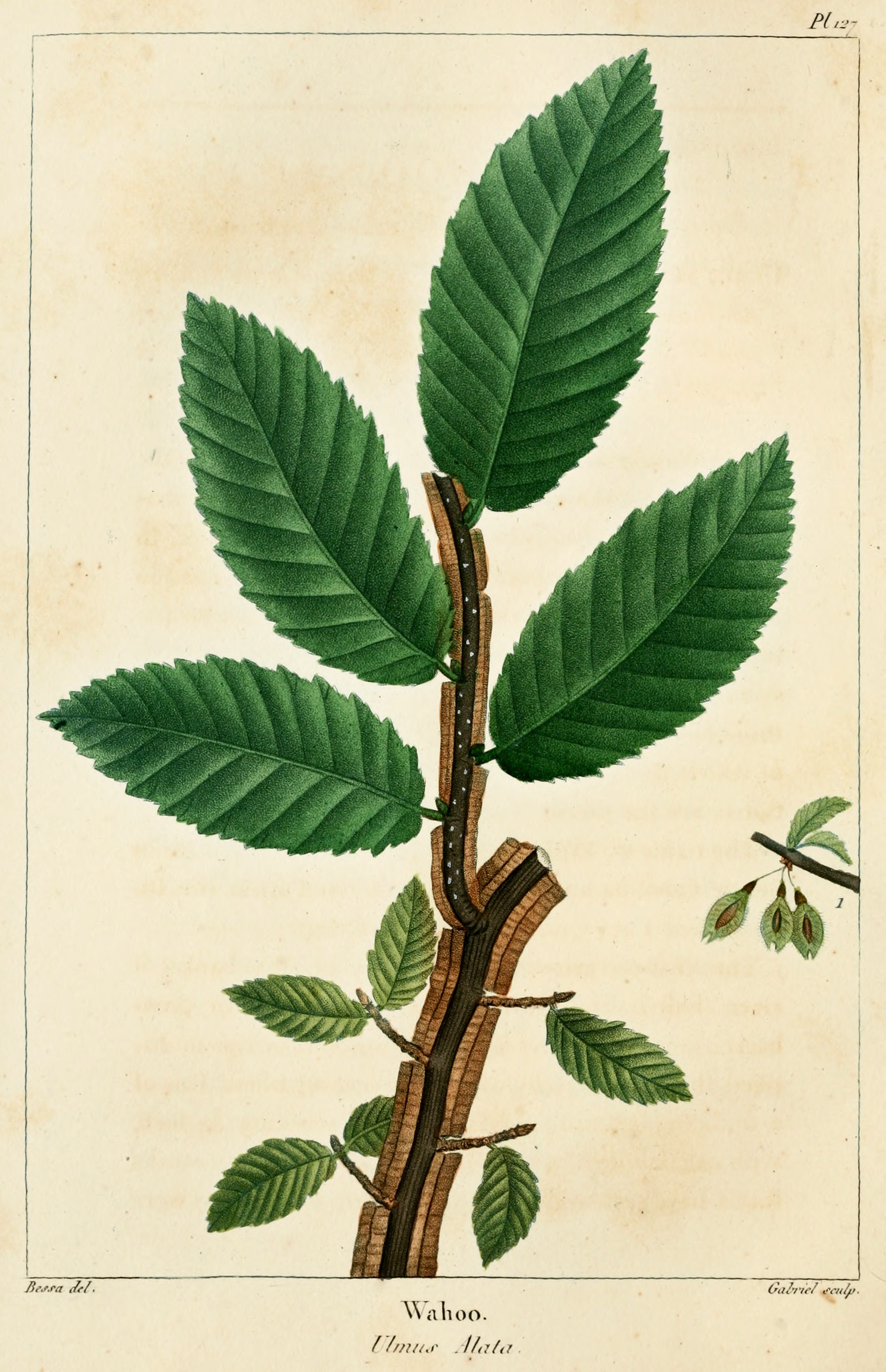
Ilustración

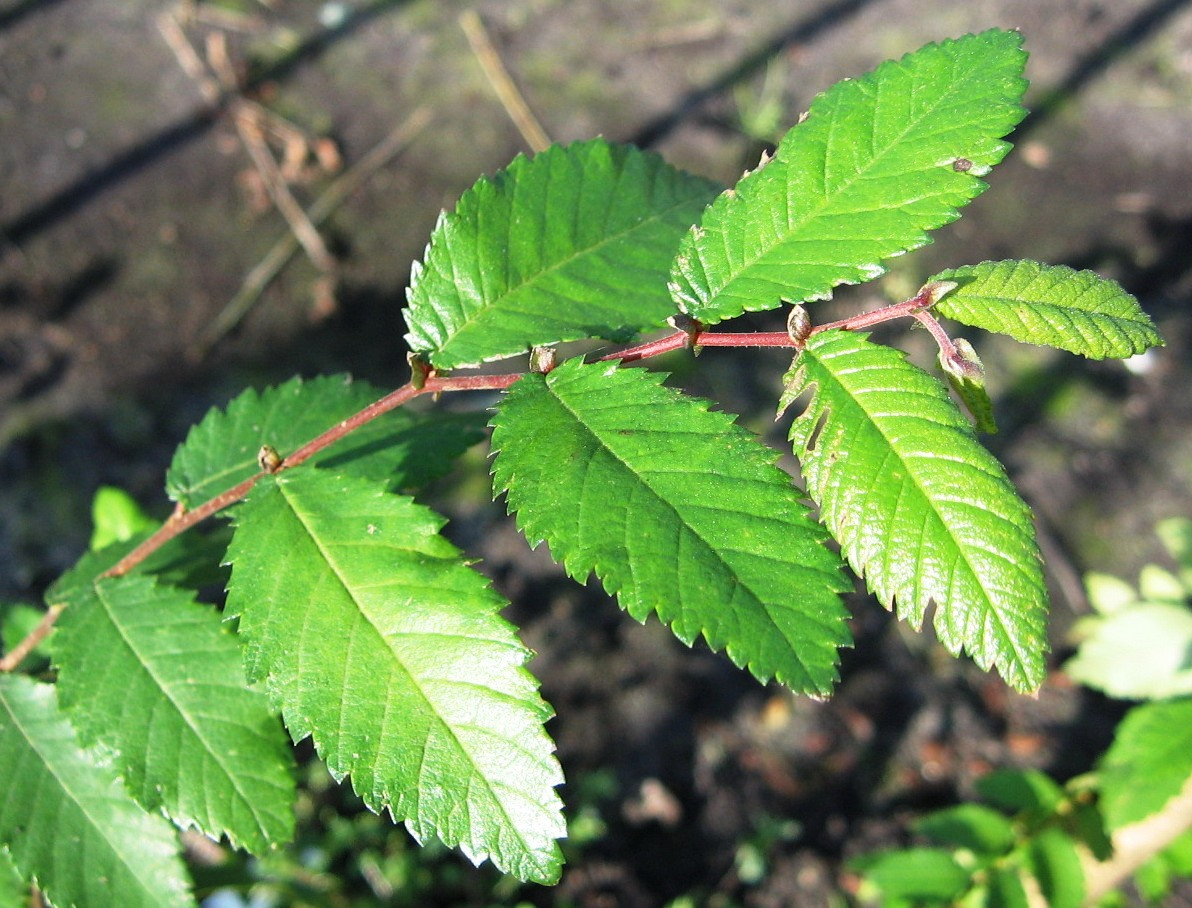
Hojas

## Descripción
En las alturas cenagosas del Misisipi y su delta puede alcanzar los 27 m de altura, aunque el diámetro en el tronco raramente supera los 60 cm. La forma de la copa es variable, de piramidal a redondeada. Se reconoce fácilmente por un par de alas acorchadas muy amplias y finas que se forman a lo largo de las ramas secundarias después de un par de años. Las hojas son pequeñas, < 6,5 cm de largo y < 2.0 cm de ancho, oblongo-lanceoladas a estrechamente elípticas, delgadas en su textura y suaves por el haz. Las flores apétalas perfectas polinizadas por el viento nacen sobre largos pedicelos en marzo y abril, antes de que aparezcan las hojas. Las sámaras rojizas son relativamente pequeñas, < 8 mm de largo, estrechamente elípticas con dos largos estigmas curvados en la punta, y usualmente se dispersan a finales de abril.
Como el resto de olmos, la especie es muy susceptible a la grafiosis y la enfermedad llamada en inglés Elm Yellows..

## Usos
Ulmus alata es insignificante comercialmente, su dura madera se considera no mejor que la de otros olmos americanos, y de un uso limitado debido al tamaño normalmente pequeño de los olmos. Sin embargo, debido a su resistencia a astillarse, se usa para hacer palos de hockey de alta calidad.

## Taxonomía
Ulmus alata fue descrito por Andre Michaux y publicado en Flora Boreali-Americana 1: 173. 1803.
Etimología
Ulmus: nombre genérico que es el nombre clásico griego para el olmo.
alata: epíteto latíno que significa "alada"
Sinonimia
- Ulmus americana var. alata (Michx.) Spach[6]